# Wachtelkönig

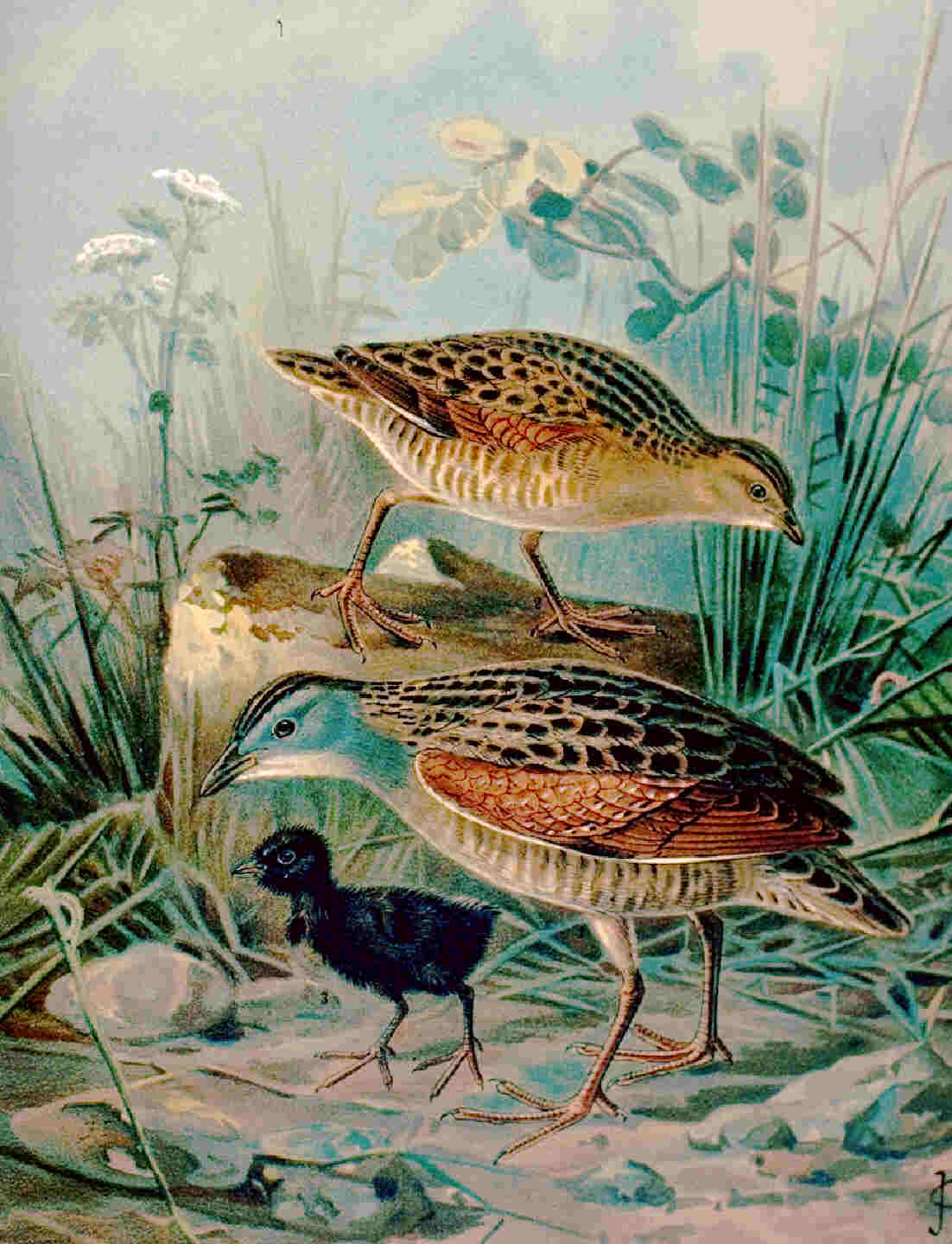
Darstellung des Wachtelkönigs mit Jungvogel

Der Wachtelkönig (Crex crex), auch Wiesenralle oder Wiesenknarrer genannt, ist die einzige Art der monotypischen Gattung Crex innerhalb der Rallenvögel (Rallidae). Die Art selbst ist ebenfalls monotypisch und es sind keine Unterarten bekannt.

## Aussehen
Der Wachtelkönig ist etwas größer als eine Wachtel, mit der er allerdings trotz des Namens nicht näher verwandt ist. Er hat eine gelblichbraune Grundfärbung des Obergefieders, wobei die Federzentren dunkel gefärbt sind. Die Unterseite ist sehr hell braun bis weißlich. An den Flanken ist der Wachtelkönig rostbraun gebändert. Zur Brutzeit sind die Männchen an den Wangen und Halsseiten graublau gefärbt. Im Flug fallen die rallenartig herabhängenden Beine sowie die kastanienbraune Flügeloberseite auf. Im Laufen wirkt der äußerst verborgen und einzelgängerisch lebende Vogel relativ langhalsig und hochbeinig.
Die Geschlechter ähneln einander sehr, die Graufärbung der Wangen ist bei Weibchen undeutlicher. Auch das Gefieder der Jungvögel ist dem Erwachsenenkleid sehr ähnlich; auch ihm fehlt die Graufärbung an den Kopfpartien sowie die rostbraune Bänderung der Flanken.

## Fortbewegung
Wachtelkönige lassen Eindringlinge sehr nahe an sich herankommen, fliegen dann plötzlich auf und lassen sich schnell wieder in eine Deckung fallen. Der Flug wirkt auf den Betrachter ungeschickt: Die Flügelbewegungen sind langsam, mit weit ausholenden Schlägen. Die langen Läufe hängen herab. In der Regel fliegt er nicht hoch auf, sondern fliegt nur wenig oberhalb der Vegetation und landet bereits nach fünf bis sieben Metern. In den dichten Grasbeständen, die er bevorzugt besiedelt, bewegt er sich geschickt unter häufigen Richtungsänderungen. Freie, offene Wasserflächen überwindet er fliegend.

## Stimme
Der Ruf des Männchens ist ein unverwechselbares, knarrendes Doppelelement: rerrp-rerrp (ähnlich, wie wenn man mit dem Daumennagel über die groben Zähne eines Kammes streicht). Der Ruf, der unter günstigen Bedingungen bis zu 1 km weit trägt, wird oft stundenlang wiederholt. Zumeist wird er vom Boden, seltener von Warten aus, ausnahmsweise auch im Flug vorgetragen. Er dient offenbar der Revierabgrenzung und ist daher vorwiegend zu Beginn der Paarungszeit, insgesamt aber von Anfang Mai bis Anfang Juli zu hören.
Die Hauptsingperiode dauert etwa zwei bis vier Wochen. Sie beginnt etwa 34 Tage nach Ankunft am Brutplatz und endet mit der Eiablage. Nach dem Brüten kann es noch einmal zu einer kurzen Phase der Rufaktivität kommen.
Auch auf dem Zug, sowohl im Herbst als auch im Frühjahr, ruft der Wachtelkönig. Häufig sogar in völlig ungeeigneten Habitaten. In den Winterquartieren bleibt er aber offenbar stumm.
Wachtelkönige rufen meist in der Nacht. Die Hauptrufaktivität beginnt in der Dämmerung (ca. 22 Uhr) und dauert bis in die frühen Morgenstunden, also etwa bis zum Sonnenaufgang (ca. 4:30 Uhr) an. Oft ist dann der Ruf ununterbrochen zu vernehmen. Besonders ausdauernd und ruffreudig sind die Männchen in warmen, windstillen Nächten und bei gegenseitiger Stimulation mehrerer Männchen.
Verpaarte Männchen rufen nicht mehr nachts, sondern tagsüber. Dadurch sind sie sicherer vor Prädatoren während der Nacht und können gleichzeitig ihren Revieranspruch gegenüber Artgenossen signalisieren. Am Tag sind meist nur einzelne Rufe zu hören, besonders häufig bei regnerischem Wetter. Häufig ist dies der einzige Hinweis auf die Anwesenheit eines Wachtelkönigs.
Andere stimmliche Äußerungen wie knurrendes oder grunzendes Quieken, „plärrendes Trommeln“ oder hohes Piepen sind bislang nur aus Gefangenschaft bekannt und nur unvollständig beschrieben. Der Bettelruf der Jungen erinnert entfernt an leises Spatzentschilpen. Von diesen sind bei Erregung auch Trillerlaute zu vernehmen.

## Nahrung und Nahrungserwerb
Der Wachtelkönig sucht und erbeutet seine Nahrung ausschließlich am Boden. Die Art ist omnivor mit einem Übergewicht an tierischer Nahrung. Vor allem werden Insekten wie Heuschrecken, Käfer, Schnaken, Libellen und Fliegen erbeutet. Auch kleine Frösche, gelegentlich kleine Nagetiere sowie Regenwürmer gehören ins Beutespektrum der Art. Etwas weniger als 20 Prozent der Gesamtnahrung ist vegetarische Beikost, sie besteht vor allem aus grünen Pflanzenteilen sowie aus Sämereien.
Die Nahrung wird laufend oder hüpfend vom Boden aufgenommen oder von Pflanzen abgelesen. Unverdauliche Nahrungsreste werden in etwa einem Zentimeter langen Speiballen ausgeschieden.

## Fortpflanzung

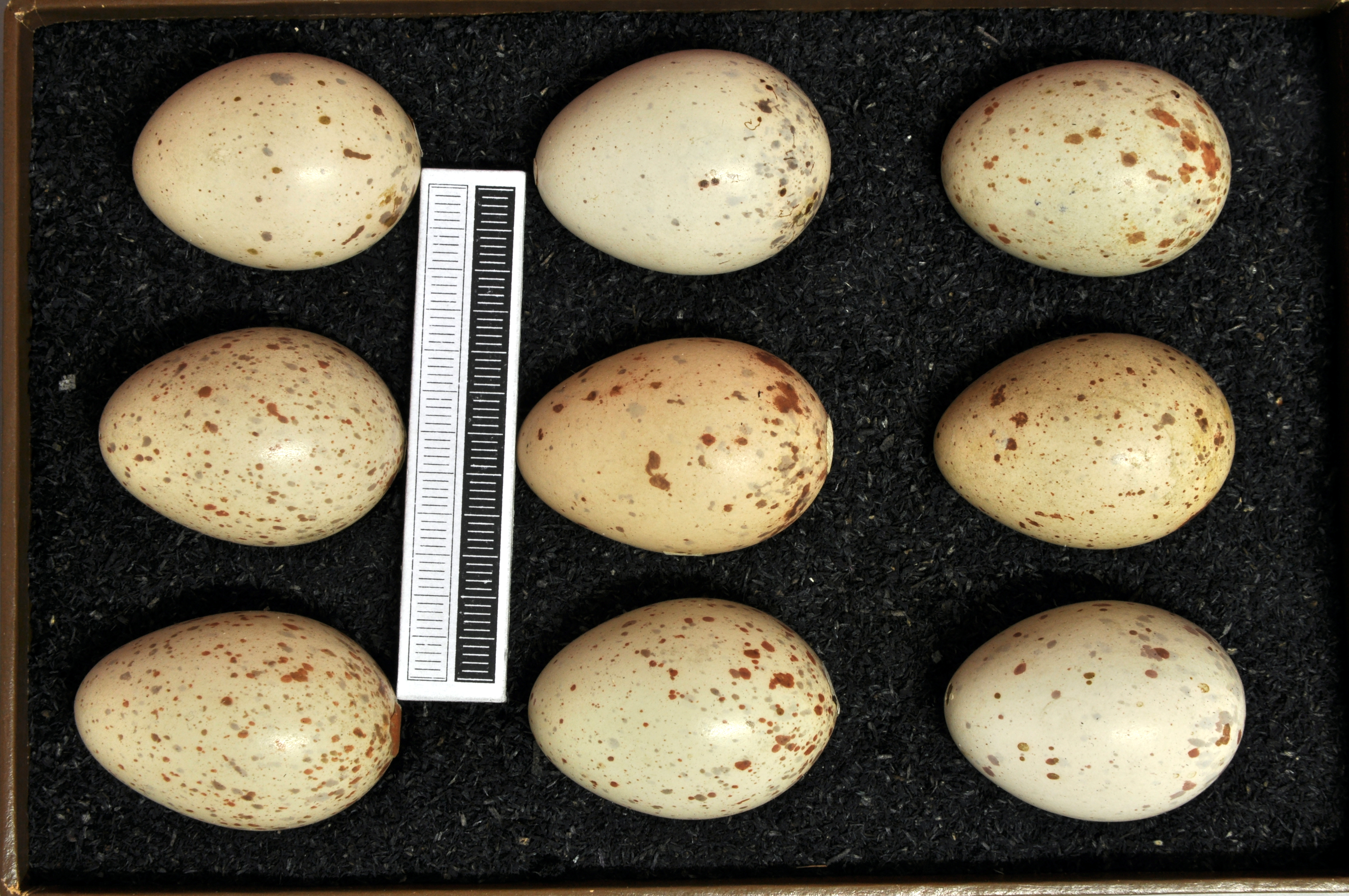
Gelege, Sammlung Museum Wiesbaden

Wachtelkönige können ab dem ersten Lebensjahr brüten. Beide Geschlechter leben in sukzessiver Polygamie und können sich in einer Brutsaison mehrfach verpaaren. Zu Bruten kommt es von Ende April (seltene Ausnahmen) bis Anfang August. Das Nest ist häufig eine nur etwas ausgescharrte und mit Gräsern und Halmen, zuweilen auch mit Moos ausgekleidete Mulde mit einem Durchmesser von 12 bis 15 cm. Die Gelege umfassen 6–19 Eier, wobei die ganz großen Gelege anscheinend von zwei Weibchen stammen. Das Gelege wird vom Weibchen allein bebrütet. Die Paarbindung endet mit der Eiablage. Ist das Gelege vollständig, wird gebrütet. Nach 16 bis 19 Tagen schlüpfen die Jungen synchron. Die geschlüpften Jungen sind Nestflüchter und werden vom Weibchen 3 bis 4 Tage gefüttert. Danach werden sie vom Weibchen nur noch geführt. Mit 34 bis 38 Tagen sind die jungen voll flugfähig, sind aber schon vorher selbstständig. Es kommt zu zwei Jahresbruten, wobei Nachgelege vorkommen. Nach der ersten Verpaarung kommt es vor allem bei Männchen zu einem manchmal weiträumigen Wechsel des Gebiets. Die Sterblichkeit im ersten Lebensjahr ist sehr hoch, sie dürfte nach Untersuchungen in Großbritannien bei 70–80 % liegen.

## Verbreitung

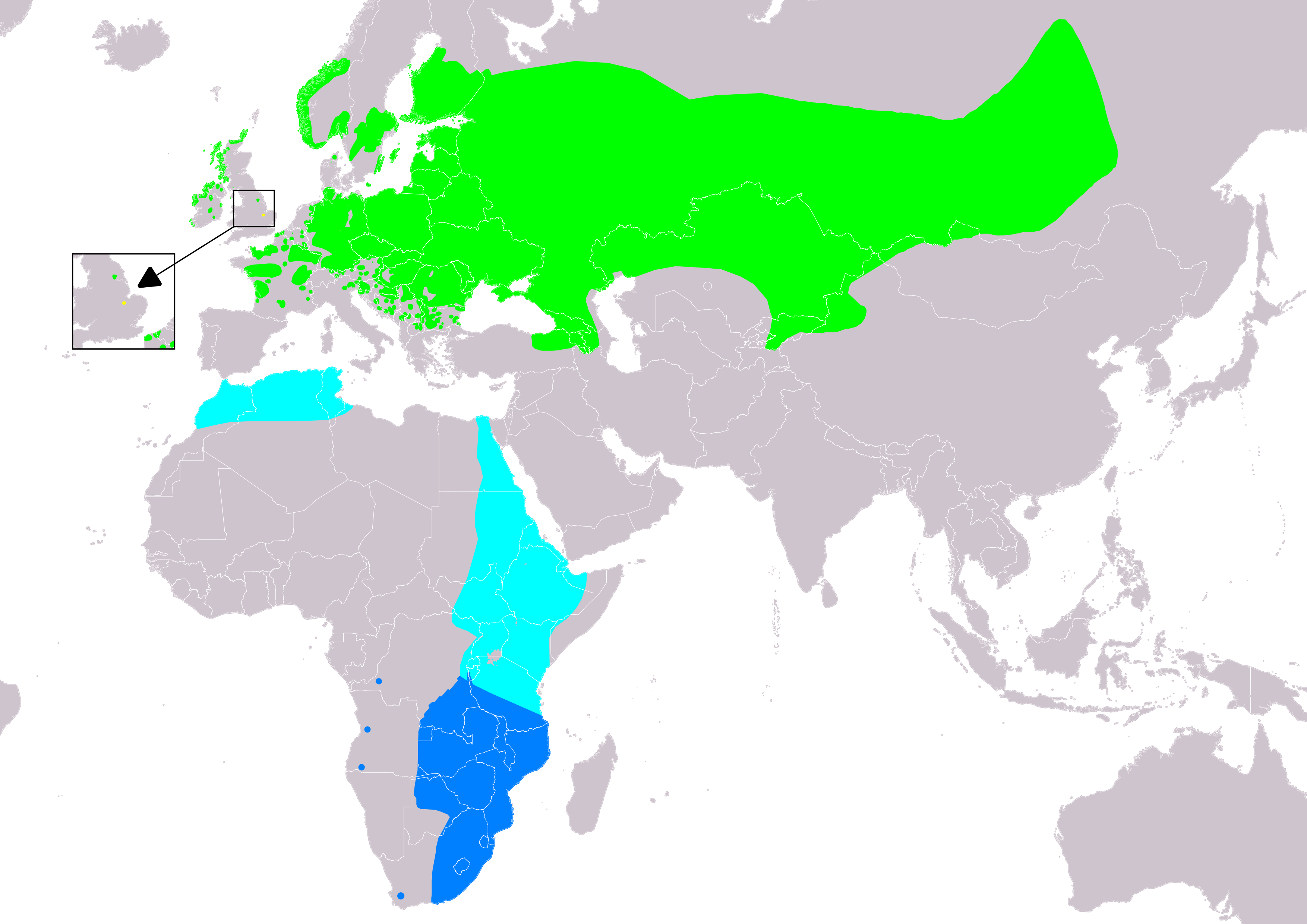
Verbreitung des Wachtelkönigs:
Brutgebiete
Migration
Überwinterungsgebiete
Wiederansiedlungsgebiete

Die Art ist von Westeuropa in einem breiten Streifen bis Westchina und das Baikalgebiet verbreitet. In West-, Nordwest- und Mitteleuropa sind die Vorkommen äußerst lückenhaft, während in Ost- und Südosteuropa sowie in den asiatischen Verbreitungsgebieten recht dichte, individuenreiche Bestände existieren. Bis auf einige isolierte Inselvorkommen im südlichen kaspischen Raum sowie im östlichen Mittelmeergebiet liegt die südliche Verbreitungsgrenze etwa auf der Höhe des 40. Breitengrades. Nach Norden werden Schottland, das mittlere Skandinavien sowie die Tundrenzone Sibiriens bis nahe an den Polarkreis erreicht.
Im Allgemeinen ist der Wachtelkönig ein Brutvogel der planaren und collinen Höhenstufe. Im Kaukasus und im Altai sind jedoch Brutvorkommen in Höhen über 2500 Metern bekannt.

## Lebensraum

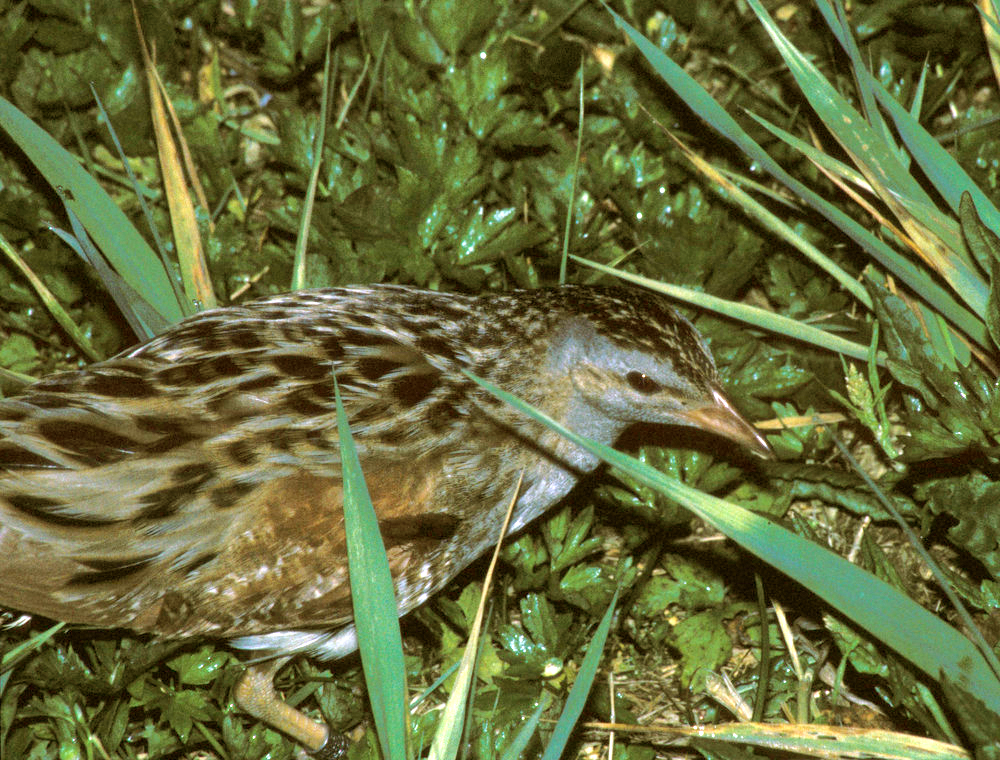
Wachtelkönig in typischem Lebensraum

Der Wachtelkönig ist vor allem in Lebensräumen mit Frühjahrs- beziehungsweise Winterhochwässern verbreitet, etwa in Seggen, Pfeifengras- oder Iriswiesen. Er braucht deckungsreiche Vegetation mit mindestens 35 cm Wuchshöhe. Auch extensiv genutzte Agrarflächen, insbesondere Weidewiesen sowie Verlandungszonen kann die Art besiedeln. Uferzonen von Salz- oder Brackwassergebieten werden in der Regel gemieden, doch brütete die Art offenbar bis zum Beginn des 20. Jahrhunderts in Dünengebieten der Ostfriesischen Inseln.
Neststandorte sind oft Vegetationsinseln mit ganz dichtem Bewuchs – zum Beispiel mit Pfeifengras oder Brennnesseln. Bevorzugt werden Standorte in der Nähe von Büschen – jedoch brütet die Art ebenso in Getreidefeldern oder auf Wiesen, wenn nur genügend Deckung vorhanden ist.

## Wanderungen
Trotz seines unbeholfen anmutenden Fluges ist er ein ausgesprochener Langstreckenzieher mit Überwinterungsgebieten im östlichen Afrika südwärts bis in die Kapregion. Westvögel können schon in Spanien beziehungsweise im nordwestlichen Afrika überwintern. Mitteleuropäische Vögel scheinen Schleifenzieher zu sein, doch ist das Zugverhalten der Art nicht im Detail bekannt. Die Ankunft in den mitteleuropäischen Brutgebieten ist selten vor Anfang Mai, der Wegzug beginnt schon Mitte August.

## Gefährdung
Der Wachtelkönig ist in der Roten Liste der Brutvögel Deutschlands als vom Aussterben bedroht eingestuft.
Die Bestandssituation dieser Art muss sehr differenziert betrachtet werden.
In Mitteleuropa gingen die Bestände zum Teil rapide zurück, erholen sich aber seit etwa 10 Jahren leicht oder bleiben zumindest stabil. Lebensraumzerstörung durch weiträumige Trockenlegungen ehemaliger Feuchtgebiete, Vorverlegung der Mähtermine und weitflächige, schnell vollzogene maschinelle Mahd waren für diese Entwicklung maßgebend. Dazu kommen verstärkt im letzten Jahrzehnt sehr starke Beeinträchtigungen in den Überwinterungsgebieten, hervorgerufen vor allem durch Umweltveränderungen und Pestizideintrag. Auch die Verluste während des Zuges, teils durch Nachstellungen, teils durch Unfälle (Hochspannungsleitungen), sind beträchtlich. Weniger negativ scheint dieser Trend in Nordwesteuropa und Skandinavien zu sein.
In Südosteuropa und in den asiatischen Verbreitungsgebieten dürfte die Art viel häufiger sein als bisher angenommen. Jedenfalls wurden globale Bestandseinschätzungen seit 1996 erheblich nach oben korrigiert.
Die IUCN führt den Wachtelkönig als nicht gefährdet. Es ist aber ein Rückgang durch die Zerstörung des natürlichen Lebensraumes zu erwarten. Der Wachtelkönig zählt außerdem zu den Arten, die durch den Klimawandel betroffen sind. Ein Forschungsteam, das im Auftrag der britischen Umweltbehörde und der RSPB die zukünftige Verbreitungsentwicklung von Vögeln auf Basis von Klimamodellen untersuchte, geht davon aus, dass bis zum Ende des 21. Jahrhunderts das Verbreitungsgebiet in Mittel- und Osteuropa deutlich fragmentiert sein wird. Der Verbreitungsschwerpunkt verlagert sich entsprechend dieser Prognosen deutlich nach Nordosten.
In einigen Gebieten Europas werden Ausgleichszahlungen an Landwirte bei späterer Mahd auf Wachtelkönigflächen gezahlt. Die Gelder kommen meist aus Mitteln der EU, Staaten und Bundesländer für eine naturverträgliche Landwirtschaft oder von Naturschutzvereinen.

## Wachtelkönig und Mensch

### Etymologie und Benennung
Der zoologische Name Crex crex bezieht sich auf altgriechisch κρέξ krex als die lautmalerische Bezeichnung für diese Ralle; im Binomen der in Europa einzigen Art der Gattung Crex erscheint sie zweimal und ähnelt damit dem repetitiven Ruf.
Der deutsche Name „Wachtelkönig“ ist auf frühere Vorstellungen zurückzuführen, der Wachtelkönig sei Anführer der Wachteln. In früheren Zeiten wurde er oft zusammen mit Wachteln gefangen, und da er etwas größer ist, von den Bauern und Jägern als König der Wachteln bezeichnet.

### Brauchtum
Für Einwohner von Nürtingen ist als früherer Ortsneckname der Begriff „Heckschnärren“ überliefert. Daher ziert die Skulptur eines Wachtelkönigs die Rathausfassade. Seit 1984 verleiht die Nürtinger SPD am Aschermittwoch das „Ei der Heckschnärre“ als Auszeichnung „an besonders engagierte Bürger“, die „aufrecht ihr Revier verteidigen“.

### Heraldik
Ein Wachtelkönig ist jeweils im Wappen des lettischen Orts Ļaudona (Bezirksgemeinde Madona) und der Rajon Dergatschi in der russischen Oblast Saratow dargestellt.

### Weiteres
Der Asteroid des äußeren Hauptgürtels (8760) Crex ist nach dem Wachtelkönig benannt (wissenschaftlicher Name: Crex crex). Die Benennung des Asteroiden erfolgte am 2. Februar 1999. Der Grund der Namenswahl: Bei Benennung war der Bestand des Wachtelkönigs in den Niederlanden gefährdet.